# Потоки розсіювання
Потоки розсіювання (рос. потоки рассеяния, англ. leakage fluxes; нім. Streuflüsse m pl) — у геології — ділянки підвищених концентрацій хімічніх елементів у водах та пухких відкладах, що виникають внаслідок руйнування вторинних ореолів розсіювання родовищ та переносу корисних компонентів у рідкій та твердій фазі з області денудації в область осадонакопичення. Розрізняють механічні та сольові П.р. Пошуки к.к. за П.р. — різновид геохімічних пошуків, що, як правило, проводиться на початкових стадіях пошукових робіт.